# Liste von Bunkeranlagen in Recklinghausen
Die Liste von Bunkeranlagen in Recklinghausen nennt Hochbunker und auch Stollenbunker in Recklinghausen. Sie gehen auf die Zeit des Nationalsozialismus zurück.
Die örtliche Luftschutztruppe Recklinghausen trat bereits 1933 im Rahmen des Reichsluftschutzbundes in Erscheinung. Der erste Bombenangriff auf Recklinghausen erfolgte am 18. Juni 1940. Am 10. Oktober 1940 veranlasste Hitler mit dem Führer-Sofortprogramm den Bunkerbau. Die örtliche Luftschutzleitung hatte ihr Quartier im Bunker an der Hohenzollernstraße.

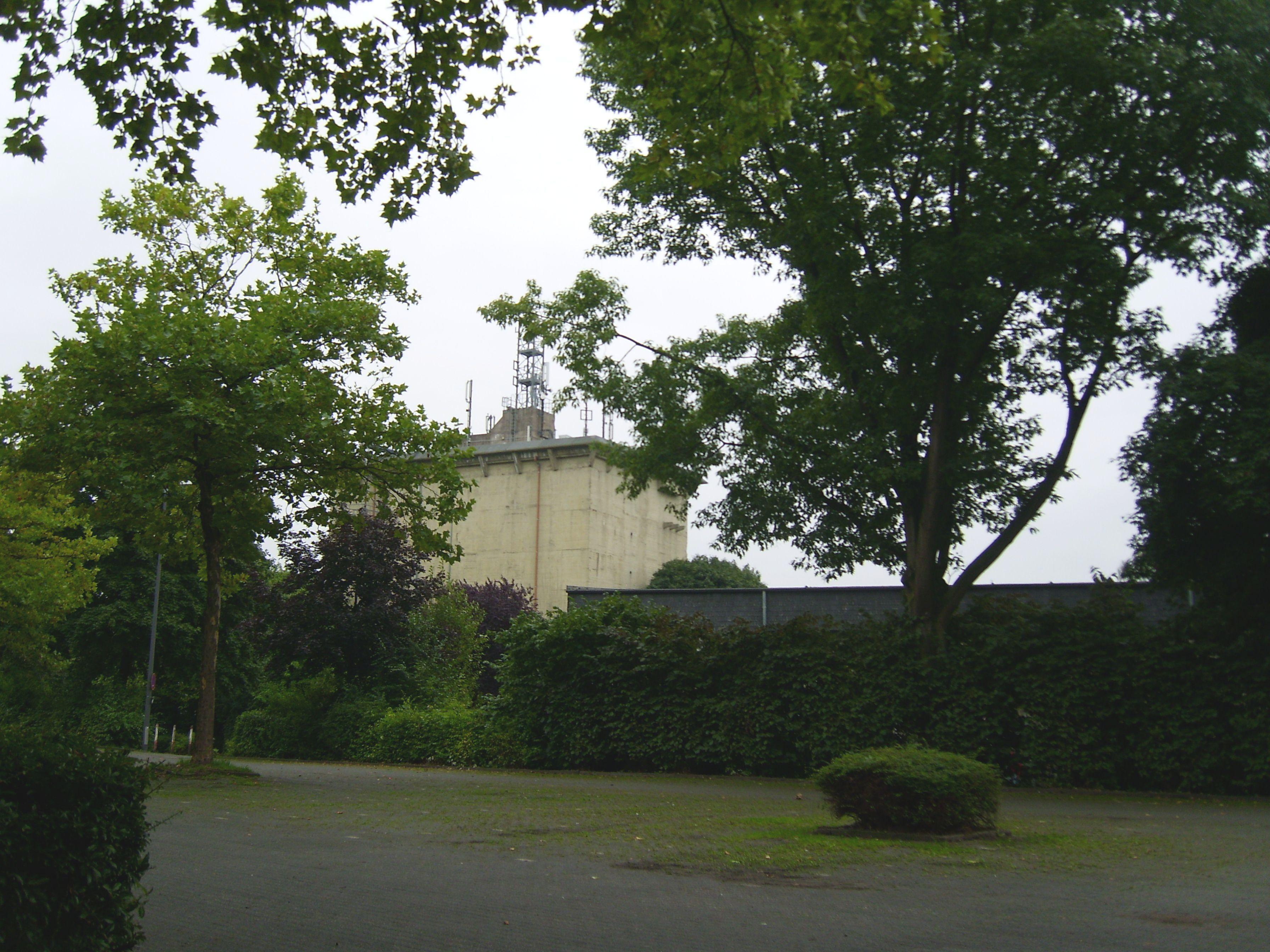
Bunker am Kuniberg, 2013

In Recklinghausen wurden neun Hochbunker errichtet (in Klammern die Anzahl der Plätze):
- Hochbunker Schulstraße, Schulstraße 87 (1100 Personen)
- Hochbunker Esseler Straße, Esseler Straße 2, Suderwich (400)[3]
- Hochbunker Börster Weg (400)
- Hochbunker Kuniberg, Im Kuniberg 105, Ostviertel (1500)
- Hochbunker Hauptbahnhof Recklinghausen (400)
- Hochbunker Hohenzollernstraße (400)
- Hochbunker Hillerheide (400)
- Hochbunker Grullbadstraße, Grullbadstraße 75 (400)
- Hochbunker Westfalenstraße (1100)

Später folgte der Bau von mehreren Stollenbunkern:
- Stollenbunker am Saalbau (1100)
- Stollenbunker Wanner Straße (900)
- Stollenbunker Paulusstraße (800)

Diese Bunker hielten den Luftangriffen stand. Daneben gab es private Bunker- und Schutzbauten. Für viele Recklinghäuser blieb nur der Keller des Wohnhauses. Zwangsarbeitern und Kriegsgefangenen war die Nutzung von Bunkern und Luftschutzräumen verboten.
Nach offiziellen Angaben kamen 331 Bürger aus Recklinghausen bei Luftangriffen ums Leben. Über die im Bombenkrieg umgekommenen Zwangsarbeiter und Kriegsgefangenen gibt es keine Zahlen. Für die Bunker gibt es unterschiedliche Nachnutzungen.